# 垠凌
垠凌（1976年2月15日—），中文全名顏垠凌，出生於臺灣臺北市，在日本成長，曾經為旅日寫真偶像、歌手、演員、賽車皇后、藝術家及職業摔角選手。參加電視節目時也被稱為Yinling of Joytoy（インリン・オブ・ジョイトイ）。
垠凌在2004年時進入日本職業摔角界，由於在比賽時常用M字腿固定對手，而有「M字腿女王」之稱號。

## 早期生活
垠凌出生於台灣台北市，家中開設照相館，和金城武住在同一棟公寓。垠凌於10歲前往日本東京，就讀東京中華學校，並自櫻美林短大畢業。

## 演藝圈活動
垠凌在十六歲開始擔任模特兒，在十九歲和俄國攝影師Hiraokanovsky Kuratachenko合作，加入JOYTOY團隊。JOYTOY許多的作品都和政治議題有關，因為過於強調性感及挑釁而受到注意：一個例子是2004年由國立歷史博物館主辦，在金門策展的「金門碉堡藝術館——十八個個展」邀請包括垠凌在內的十八位藝術家參展，垠凌的主題是《以情愛體現世界和平》，融合政治及情色的內容，引起許多的注意及批評。除攝影外，JOYTOY也有二張音樂專輯，由垠凌錄音；延續著JOYTOY強調性感的風格，CD中也有垠凌的獨家泳裝照。
垠凌除了在JOYTOY的演出外，也在其他媒體出現，例如日本的男性雜誌《Sabra》等。垠凌也曾是馬利歐車隊（Team Mario）的賽車女郎，並曾與同樣擁有賽車女郎出身背景的寫真偶像吉岡美穗與榎木蘭短暫合組過演藝團體「美垠蘭」（/Myiran）。2008年，垠凌發表了自傳《LOVE ERO-Terrorism/Yinling of JOYTOY》，同年她也為PlayStation 3動作冒險遊戲《人中之龍 登場！》以她為範本的一個角色「瀧修行」配音。
2013年7月，垠凌入選《FLASH》周刊中的女星裸體世紀經典攝影作品，垠凌是14名女星中唯一入選的台灣人。
2016年3月，垠凌退出JOYTOY，独立在演藝圏生活。

## 個人生活
垠凌在2008年宣佈和ZERO1-MAX摔角公司的設計師藤原勇人結婚，2010年7月16日生下了一名男嬰。之後舉家搬遷回故鄉台灣。2013年12月9日生下一對雙胞胎姐弟。
垠凌是日本社会民主党的支持者。社会民主党倡導社會福利改革及可以取代核電的替代能源方案。2010年時曾應福島瑞穗的邀請，針對社会民主党的政策演講。

## 專輯
- （2003）
- （2005）